# Lavendulan
Lavendulan ist ein eher selten vorkommendes Mineral aus der Mineralklasse der „Phosphate, Arsenate und Vanadate“. Es kristallisiert im monoklinen Kristallsystem mit der chemischen Zusammensetzung NaCaCu5[Cl|(AsO4)4]·5H2O und ist damit chemisch gesehen ein wasserhaltiges Natrium-Calcium-Kupfer-Arsenat mit zusätzlichen Chlor-Ionen.
Lavendulan ist durchscheinend und entwickelt nur millimetergroße, tafelige und flockenartige Kristalle mit wachs- bis glasähnlichem Glanz auf den Oberflächen. Meist findet er sich in Form faseriger oder radialstrahliger bis rosettenförmiger Mineral-Aggregate und krustiger Überzüge. Seine Farbe variiert zwischen Türkisblau (grünlichblau) und Lavendelblau (blauviolett), seine Strichfarbe ist jedoch immer hellblau.

## Etymologie und Geschichte
Erstmals entdeckt wurde Lavendulan in der Grube „Alte Galiläische Wirtschaft“ bei Frohnau (Annaberg-Buchholz) im sächsischen Erzgebirgskreis und beschrieben 1837 durch August Breithaupt, der das Mineral nach seiner charakteristischen lavendelblauen Farbe benannte.
Typmaterial des Minerals wird in der Mineralogischen Sammlung der TU Bergakademie Freiberg (Katalog-Nr. 20944 / b 8,1) aufbewahrt.
1877 fand Goldsmith in der La-Blanco-Mine bei Freirina (Freirini) in der zur chilenischen Región de Atacama gehörende Provinz Huasco einige Mineralproben, die 1924 durch William F. Foshag analysiert wurden. Aufgrund der leichten optischen und chemischen Unterschiede zum bereits bekannten Lavendulan entschied Foshag, dass es ein neues Mineral sei und gab ihm in Anlehnung an dessen Typlokalität den Namen Freirinit. C. Guillemin konnte 1957 durch Röntgenstrukturanalyse allerdings nachweisen, dass Freirinit und Lavendulan die gleichen Reflexmuster zeigten. Freirinit war also mit Lavendulan identisch und entsprechend wurde der Mineralname diskreditiert und gilt seitdem als Synonym für Lavendulan.

## Klassifikation
Bereits in der veralteten, aber teilweise noch gebräuchlichen 8. Auflage der Mineralsystematik nach Strunz gehörte der Lavendulan zur Mineralklasse der „Phosphate, Arsenate und Vanadate“ und dort zur Abteilung der „Wasserhaltigen Phosphate mit fremden Anionen“, wo er als Namensgeber die „Lavendulangruppe“ mit der System-Nr. VII/D.25 und den weiteren Mitgliedern Andyrobertsit, Attikait, Birchit, Calcioandyrobertsit, Englishit, Esperanzait, Goldquarryit, Lemanskiit, Mahnertit, Sampleit, Shubnikovit und Zdeněkit bildete.
Die seit 2001 gültige und von der International Mineralogical Association (IMA) verwendete 9. Auflage der Strunz’schen Mineralsystematik ordnet den Lavendulan ebenfalls in die Abteilung der „Phosphate usw. mit zusätzlichen Anionen; mit H2O“ ein. Diese ist allerdings weiter unterteilt nach der relativen Größe der beteiligten Kationen und dem Stoffmengenverhältnis der zusätzlichen Anionen zum Phosphat-, Arsenat- bzw. Vanadatkomplex (RO4), so dass das Mineral entsprechend seiner Zusammensetzung in der Unterabteilung „Mit großen und mittelgroßen Kationen; (OH usw.) : RO4 < 0,5 : 1“ zu finden ist, wo es nur noch zusammen mit Lemanskiit, Sampleit, Shubnikovit und Zdeněkit die „Lavendulangruppe“ mit der System-Nr. 8.DG.05 bildet.
Auch die vorwiegend im englischen Sprachraum gebräuchliche Systematik der Minerale nach Dana ordnet den Lavendulan in die Klasse der „Phosphate, Arsenate und Vanadate“ und dort in die Abteilung der „Wasserhaltigen Phosphate etc., mit Hydroxyl oder Halogen“ ein. Hier ist er zusammen mit Lemanskiit, Mahnertit, Sampleit und Zdeněkit in der unbenannten Gruppe 42.09.04 innerhalb der Unterabteilung „Wasserhaltige Phosphate etc., mit Hydroxyl oder Halogen mit (A)3(XO4)2Zq × x(H2O)“ zu finden.

## Kristallstruktur
Lavendulan kristallisiert monoklin in der Raumgruppe P21/n (Raumgruppen-Nr. 14, Stellung 2) mit den Gitterparametern a = 10,011(1) Å; b = 19,478(2) Å; c = 10,056(1) Å und β = 90,37(1)° sowie 4 Formeleinheiten pro Elementarzelle.

## Eigenschaften
Lavendulankristalle sind zwar nicht sehr spröde, aber sehr zerbrechlich und zerspringen leicht. Vor dem Lötrohr ist Lavendulan sehr leicht zu schmelzen, während dessen sich die Flamme aufgrund des enthaltenen Arsens hellblau färbt. In einem Glaskolben erhitzt gibt das Mineral Kristallwasser ab.

## Modifikationen und Varietäten
Bekannt ist bisher nur eine einfache, zinkhaltige Varietät von Lavedulan, die 1993 von Clark noch als eigenständiges Mineral beschrieben und als Zinklavendulan bezeichnet wurde, bei einer Massendiskreditierung der IMA im November 2006 jedoch seinen Mineralstatus verlor.

## Bildung und Fundorte

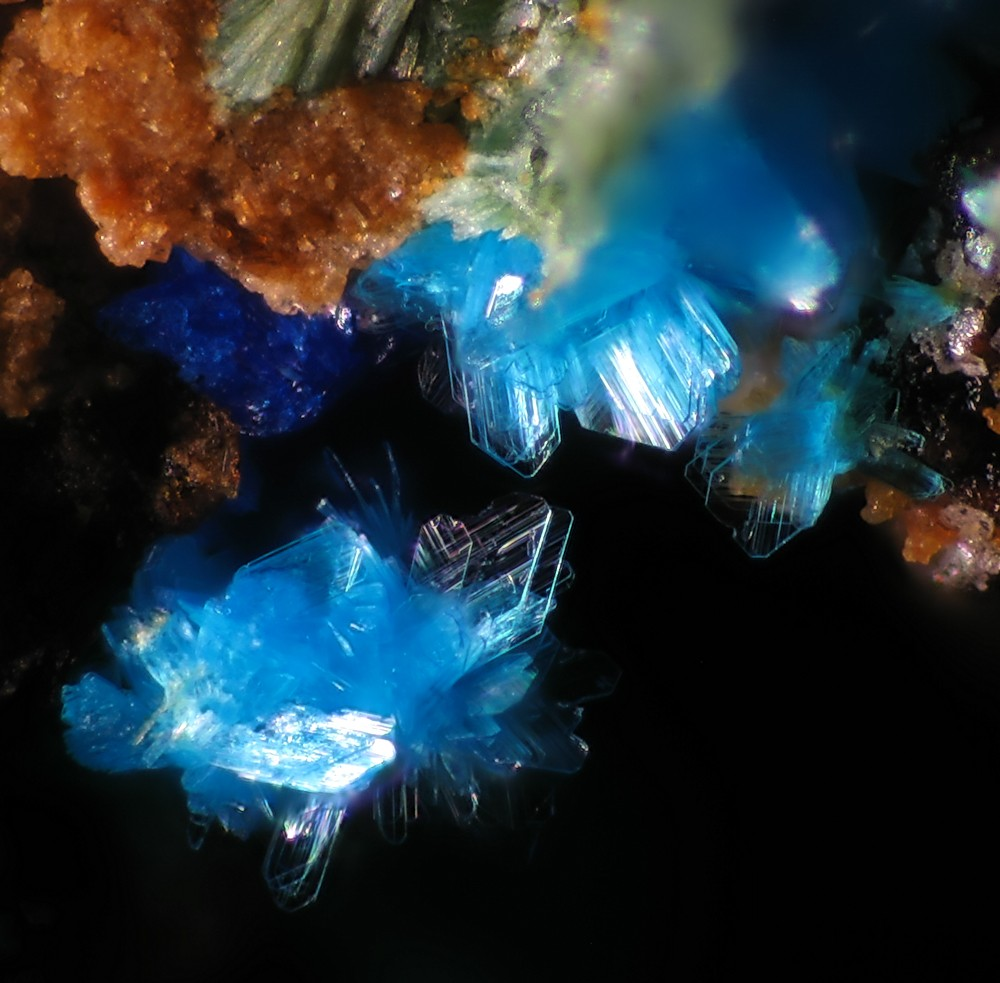
Makroaufnahme von Lavendulankristallen aus der Dolores Prospektion, Pastrana, Region Murcia, Spanien (Bildbreite 1,5 mm)

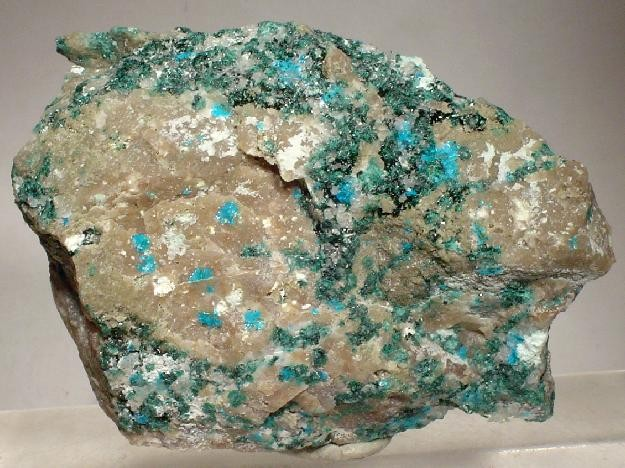
Lavendulan (blau) und Lammerit (grünlich) aus der El Guanaco Mine, Santa Catalina, Región de Antofagasta, Chile (Größe 5,0 cm × 3,6 cm × 2,6 cm)

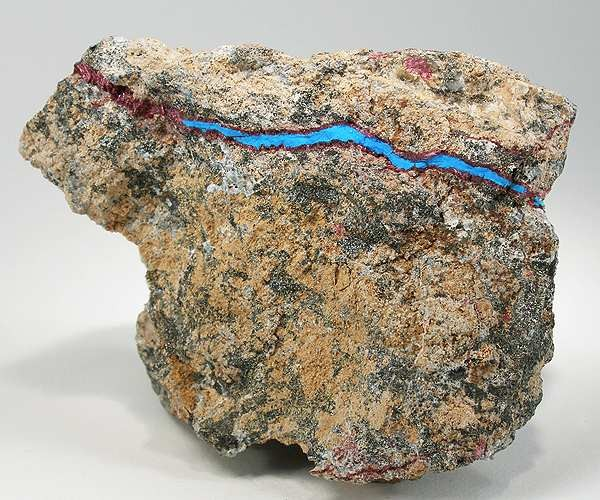
Lavendulan als Rissfüllung zusammen mit Erythrin (violett) aus der La Blanco Mine, Freirina, Región de Antofagasta, Chile (Größe: 7,7 cm × 5,8 cm × 5,4 cm)

Lavendulan bildet sich sekundär in der Oxidationszone von einigen Kupfer-Lagerstätten. Als Begleitminerale können unter anderem Adamin, Antlerit, Brochantit, Calcit, Chalkanthit, Chalkophyllit, Covellin, Cuprit, Cyanotrichit, Erythrin, Fahleit, Geminit, Gips, kupferhaltiger Konichalcit, Malachit, Mansfieldit, O’Danielit, Olivenit, Parnauit, Quarz, Tennantit, Tsumcorit und cobalthaltiger Wad auftreten.
Als eher seltene Mineralbildung kann Lavendulan an verschiedenen Fundorten zum Teil zwar reichlich vorhanden sein, insgesamt ist er aber wenig verbreitet. Als bekannt gelten bisher (Stand 2014) rund 150 Fundorte. Neben seiner Typlokalität, der Grube „Alte Galiläische Wirtschaft“ bei Frohnau und den ebenfalls im Erzgebirge liegenden Fundorten Johanngeorgenstadt, der Grube „Vater Abraham“ bei Lauta (Marienberg), dem Schacht 137 bei Wolkenstein und der Grube „Sauschwart“ bei Neustädtel (Schneeberg) in Sachsen, fand man das Mineral in Deutschland noch an mehreren Stellen im Schwarzwald wie unter anderem in der Grube Clara bei Oberwolfach und in verschiedenen Gruben bei Wittichen in Baden-Württemberg; in einem Uranbergwerk nahe dem Rudolfstein und einem Steinbruch bei Dörrmorsbach in Bayern; bei Bad Lauterberg und Sankt Andreasberg im niedersächsischen Teil des Harzes; in verschiedenen Gruben um Eiserfeld und Gosenbach sowie in der Grube Thalburg bei Heiligenhaus, der Grube Eisenberg bei Velbert und am Maubacher Bleiberg in Nordrhein-Westfalen; in der Grube „Gertraud“ (Gertrud) bei Antweiler, der Grube Friedrichssegen im Lahntal, der Grube „Grüner Löwe“ und der Weißen Grube bei Imsbach in Rheinland-Pfalz sowie bei Kamsdorf in Thüringen.
Der bisher einzige Fundort in Österreich ist Vogelhalt im Schwarzleograben bei Hütten (Leogang) in Salzburg.
In der Schweiz konnte Lavendulan bisher nur in der Vaashöhle bei Granges in der Gemeinde Sitten (französisch Sion) und in der Grube „Kaltenberg“ bei Blüomatttälli im Turtmanntal im Kanton Wallis gefunden werden.
Bekannt aufgrund außergewöhnlicher Lavendulanfunde ist unter anderem die Gold Hill Mine nahe dem gleichnamigen Ort im Tooele County des US-Bundesstaates Utah, wo Lavendulan-Kristalle mit einem Durchmesser von bis zu vier Millimetern zutage traten. Reichhaltige, nadelige Aggregate kennt man auch aus der Talmessi-Mine bei Anarak in der iranischen Provinz Isfahan.
Weitere Fundorte liegen unter anderem in Argentinien, Australien, Bolivien, Chile, Frankreich, Griechenland, Irland, Italien, Kanada, Marokko, Namibia, Portugal, Simbabwe, Südafrika, Spanien, Tschechien, Ungarn, im Vereinigten Königreich (England, Schottland) und in verschiedenen Bundesstaaten der USA (Arizona, Michigan, Nevada).